# Сухи-Грунт (Малопольське воєводство)
Сухи-Грунт (пол. Suchy Grunt) — село в Польщі, у гміні Щуцин Домбровського повіту Малопольського воєводства.
Населення — 520 осіб (2011).
У 1975-1998 роках село належало до Тарновського воєводства.

## Демографія
Демографічна структура станом на 31 березня 2011 року:
|          | Загалом | Допрацездатний вік | Працездатний вік | Постпрацездатний вік |
| -------- | ------- | ------------------ | ---------------- | -------------------- |
| Чоловіки | 266     | 60                 | 175              | 31                   |
| Жінки    | 254     | 55                 | 139              | 60                   |
| Разом    | 520     | 115                | 314              | 91                   |